# Euronat
Euronat, auch EuroNat (kurz für Europäische Nationalisten) war eine Vereinigung nationalistischer und rechtsextremer Parteien in Europa, die am 30. März 1997 durch Jean-Marie Le Pen in Straßburg ins Leben gerufen wurde. Es handelte sich um eine lose Organisation, die hauptsächlich von der französischen Front National organisiert wurde. Die Mitglieder von Euronat waren auch bei der Gründung der im Jahr 2007 kurzzeitig bestehenden Fraktion Identität, Tradition, Souveränität im Europaparlament beteiligt. Euronat hat inzwischen seine Arbeit eingestellt. Der Teil der beteiligten Parteien waren Gründungsmitglieder der Allianz der europäischen nationalen Bewegungen.

## Mitglieder
Mitgliedsparteien 2010:
- Frankreich: Front National
- Niederlande: Nieuw Rechts
- Italien: Fiamma Tricolore
- Schweden: Nationaldemokraterna
- Spanien: Democracia Nacional
- Vereinigtes Königreich: British National Party

Folgende Parteien waren zu einem früheren Zeitpunkt Mitglied:
- Belgien: Vlaams Blok (VB)
- Tschechien: Sdružení pro republiku – Republikánská strana Československa (SPR-RSČ)/Republikáni Miroslava Sládka (RMS)
- Kroatien: Hrvatska stranka prava (HSP)
- Finnland: Vaterländische Volksbewegung (IKL)
- Deutschland: Deutsche Volksunion (DVU)
- Griechenland: Elliniko Metopo (EM)
- Ungarn: Ungarische Wahrheits- und Lebenspartei (MIÉP)
- Italien: Forza Nuova (FN)
- Portugal: Movimento de Acção Nacional (AN)
- Rumänien: Partidul România Mare (PRM)
- Serbien: Srpska Radikalna Stranka (SRS)
- Slowakei: Slovenská národná strana (SNS)
- Schweden: Sverigedemokraterna (SD)
- Ukraine: Allukrainische Vereinigung „Swoboda“ (SNPU)

## Quelle
- Miroslav Mareš: Transnational Networks of Extreme Right Parties in East Central Europe: Stimuli and Limits of Cross-Border Cooperation. Hrsg.: Masaryk-Universität. Brünn, Tschechische Republik Juli 2006, S. 26 (englisch, Online [PDF; 133 kB; abgerufen am 15. Oktober 2016]).